# De Waal
De Waal je vas v nizozemski provinci Severna Holandija; spada pod občino Texel.
Leta 2001 je imela vas 451 prebivalcev.